# Azuré des paluds
Phengaris nausithous
Espèce
Statut de conservation UICN

 NT  : Quasi menacé
L’Azuré des paluds (Phengaris nausithous) est une espèce de lépidoptères (papillons) de la famille des Lycaenidae et de la sous-famille des Polyommatinae.

## Dénomination
Phengaris nausithous nommé par Johann Andreas Benignus Bergsträsser en 1779.
Synonymes :
- Papilio nausithous Bergsträsser, [1779]
- Glaucopsyche nausithous (Bergsträsser, 1779)
- Phengaris nausithous (Bergsträsser, 1779)
- Lycaena kijevensis Sheljuzhko, 1928
- Maculinea erebus (Knoch, 1782)
- Papilio arcas Rottenburg, 1775
- Papilio nausithoe Bergsträsser, [1779][1],[2].

### Noms vernaculaires
L’Azuré des paluds se nomme en anglais Dusky Large Blue.

## Description
C'est un petit papillon qui présente un dimorphisme sexuel, le dessus du mâle est bleu terne avec une ligne de taches ovales et une à large bordure marron chez le mâle, et marron chez la femelle.
Le revers est ocre orné de points marron foncé cerclés de blanc plus ou moins marqués.

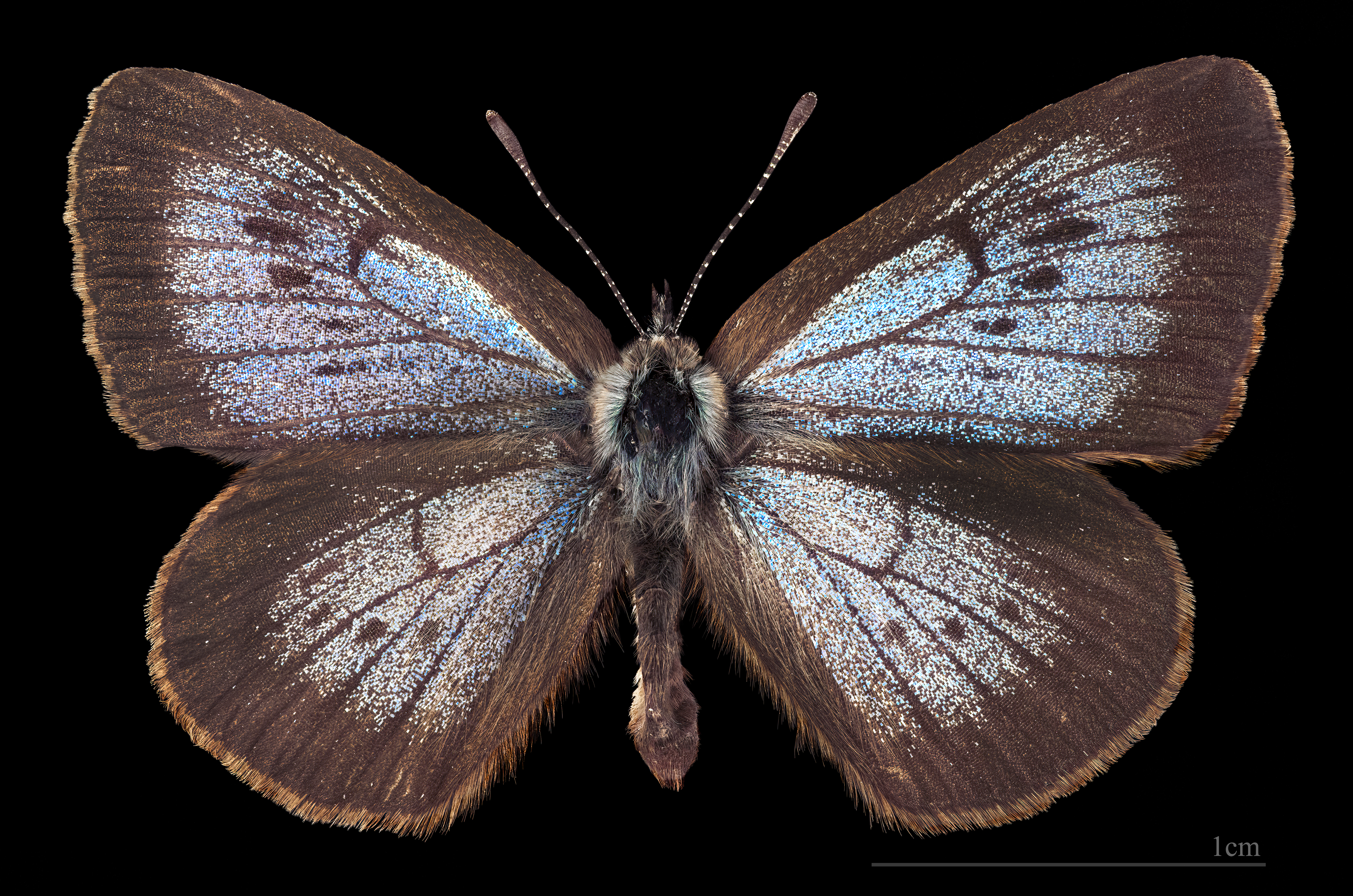
Phengaris nausithous ♂ 	MHNT
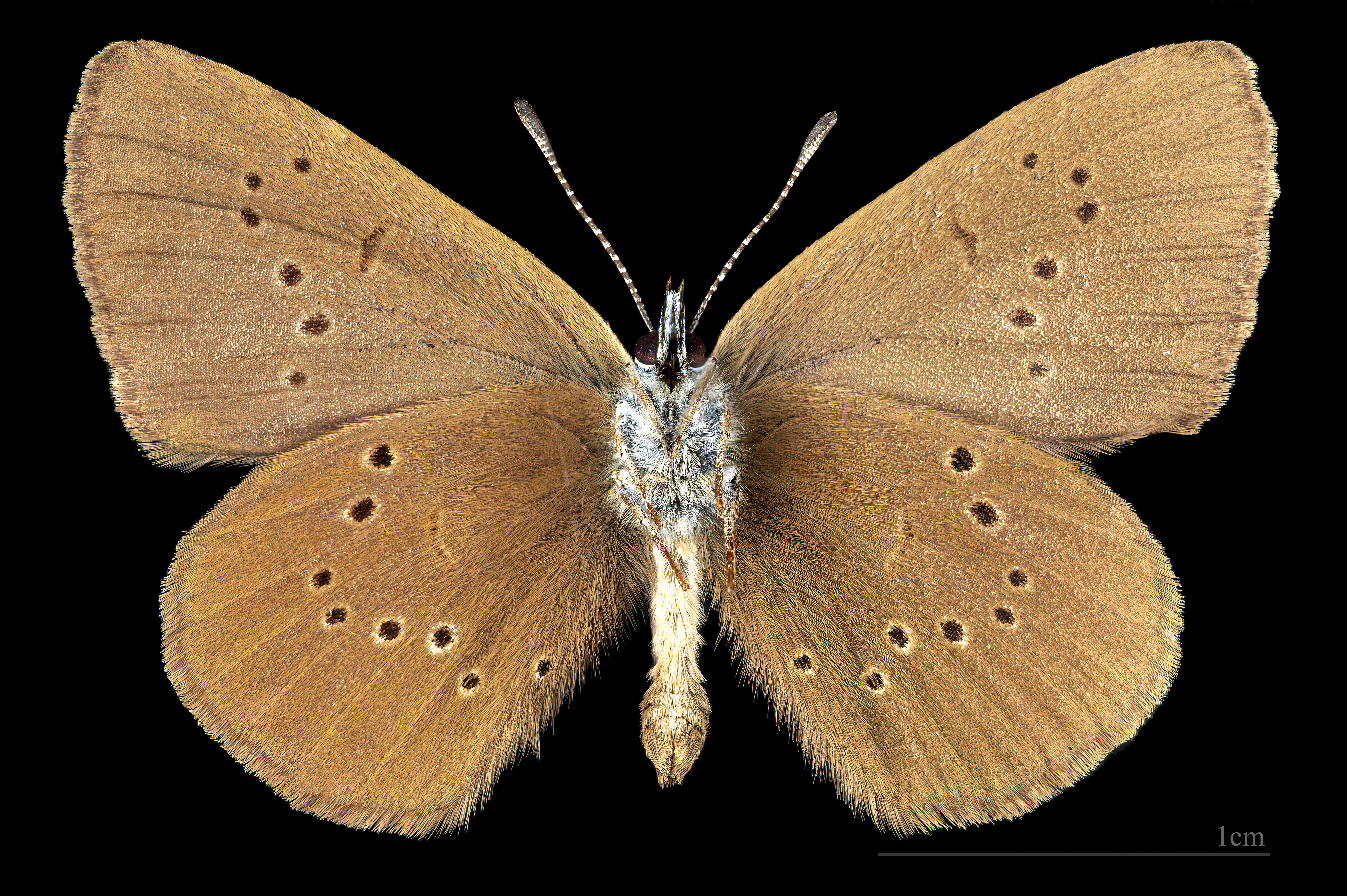
Phengaris nausithous ♂  △

## Sous-espèces
- M. n. agenjoi
- M. n. clara
- M. n. kijevensis
- M. n. supraelongata

## Biologie

### Période de vol et hivernation
Il hiverne à l'état de chenille.
Les chenilles sont soignées par des fourmis Myrmica rubra et Myrmica scabrinodis.
Il vole en une génération, de mi-juin à mi-août.

### Plantes hôtes
Sa plante hôte exclusive est la Grande pimprenelle aussi dénommée Sanguisorbe officinale Sanguisorba officinalis.

## Écologie et distribution
Il se maintient dans quelques isolats dans le nord de l'Espagne et l'est de la France ; il est présent en Europe centrale jusqu'au 52°N (Autriche, Hongrie, République tchèque, Slovaquie, en Turquie, dans le Sud de l'Oural et le sud-ouest de la Sibérie). En France métropolitaine, il est encore présent dans l'Ain, la Savoie, l'Isère, le Haut-Rhin et le Bas-Rhin,. 

### Biotope
Il réside dans les prairies marécageuses.

### Protection
L'Azuré des paluds est inscrit sur la liste des insectes strictement protégés de l'annexe 2 de la Convention de Berne, sur la liste des insectes strictement protégés de l'annexe II et de l'annexe IV de la directive Habitats du Conseil de l'Europe concernant la conservation des habitats naturels ainsi que de la faune et de la flore sauvages du 21 mai 1992.
En France l'azuré des paluds est inscrit sur la liste des insectes protégés en France (article 2 de l'arrêté du 23 avril 2007 fixant la liste des insectes protégés sur le territoire national). Il est aussi inscrit sur la liste rouge en Allemagne, Autriche, Bulgarie, Croatie, Espagne, Hongrie, Liechtenstein, Pays-Bas, Pologne, Roumanie, République tchèque, Russie, Slovaquie, Slovénie, Suisse, Turquie, Ukraine.
Il est classé VU (vulnérable) pour la France métropolitaine sur la liste rouge des rhopalocères de France.
L'Azuré des paluds est exclusivement inféodé à la grande pimprenelle et il est très sédentaire, toute modification de son habitat entraînant la disparition, soit de la grande pimprenelle, soit des fourmis Myrmica rubra et Myrmica scabrinodis entraîne sa disparition.